# Хмелевский, Иосиф Иосифович
Иосиф Иосифович Хмелевский (?—1909) — контр-адмирал Российского императорского флота, в 1896 году флаг-капитан штаба командующего Практической эскадрой.

## Служба
В службе с 1867 года. 17 апреля 1871 года выпущен из Морского училища в гардемарины.
В 1890—1892 годах И. И. Хмелевский занимал должность старшего офицера крейсера «Минин» под командованием капитана 1-го ранга А. А. Бирилёва. На нём перешёл на Тихий океан, был в заграничном плавании по портам Японии и Китая.
В 1892 году переведён в Сибирский флотский экипаж. В этом же году в чине капитана 2-го ранга назначен командиром транспорта «Якут». На транспорте, совместно с Русским географическим обществом участвовал в научной экспедиции на Командорские острова, в Петропавловскую губу, а также в устье реки Анадырь, продолжавшейся два года. По итогам была уточнена и дополнена карта Командорских островов и составлен подробный план якорной стоянки у селения Никольского на острове Беринга. В 1894 году переведён в Балтийский флот, на должности командира транспорта его сменил капитан 2-го ранга Г. Г. Кизеветтер.
В 1896 году И. И. Хмелевский в чине капитана 1-го ранга находился в должности флаг-капитана штаба командующего Практической эскадрой, находился на борту эскадренного броненосца «Пётр Великий».
24 января 1898 года, прям во время похода назначен командиром эскадренного броненосца «Император Александр II» (Отряд судов Средиземного моря, флаг командующего отрядом контр-адмирала Н. И. Скрыдлова). В 1899 году в дополнение к должности назначен командиром 8-го флотского экипажа, а с начала 1900 года исполнял обязанности командующего отрядом судов в Средиземном море. Командовал кораблём до 17 октября 1900 года, после чего его сменил М. А. Броницкий.
С 17 октября 1900 года назначен командиром эскадренного броненосца «Князь Суворов». Находился в отряде судов Средиземного моря.
В 1903 году произведён в чин контр-адмирала.
В 1904 году вышел в отставку.
Умер 7 (20) января 1909 года. Похоронен на Смоленском православном кладбище.

## Награды
- Орден Святого Владимира 4-й степени с бантом — пожалован 22 сентября 1900 года «за совершение 20 шестимесячных морских кампаний»